# Richard Codey
Richard James Codey, né le 27 novembre 1946 à Orange (New Jersey), est un homme politique américain, membre du Parti démocrate et gouverneur par intérim de l'État du New Jersey après la démission en novembre 2004 du gouverneur James McGreevey à la suite d'un scandale sexuel. 

## Biographie
Richard Codey était depuis 2002 président du Sénat du New Jersey et c'est à ce titre, selon la Constitution du New Jersey, qu'il exerce la fonction de gouverneur par intérim jusqu'en janvier 2006 et la prise de fonction d'un nouveau gouverneur élu aux élections de novembre 2006. 
Député à l'Assemblée générale du New Jersey entre 1974 et 1981 puis sénateur de l'État à partir de 1982, Codey exerça déjà pendant 3 jours la fonction de gouverneur par intérim en janvier 2002. 
Codey est de formation un avocat de la prise en charge sociale et médicale des problèmes de santé mentale. Il ne se présenta pas à l'élection du gouverneur en novembre 2005, remportée par le sénateur fédéral démocrate Jon Corzine. 
En décembre 2005, il est le 11e gouverneur le plus populaire du pays avec un taux d'approbation de 64 %, ex æquo avec les gouverneurs Janet Napolitano de l'Arizona et Bill Richardson du Nouveau-Mexique.
En raison de l'absence d'un lieutenant-gouverneur du New Jersey, Codey est en sa qualité de président du Sénat le premier dans la ligne de succession au gouverneur Corzine.